# Елена (королева Хорватии)
Елена (Елена Красивая (хорв. Jelena Lijepa) или Елена Венгерская) — королева Хорватии, жена короля Дмитара Звонимира.

## Биография
Елена (венг. Ilona) была дочерью венгерского короля Белы I и сестрой короля Ласло I Святого. Она состояла в родстве с правящими династиями многих стран центральной Европы: так, польский король Мешко II приходился ей дедушкой, а болгарский царь Самуил — прадедушкой.
В 1073 году она вышла замуж за Дмитара Звонимира, бана Славонии, а с 1076 года короля Хорватии. У королевской четы был сын, Радован, умерший в юном возрасте, и дочери Клавдия и Виница. Правление короля Звонимира было успешным: король и королева пользовались большой популярностью в народе и Елена получила прозвание «Красивая». Поскольку кроме красоты Елена отличалась умом и решительностью, существуют предположения, что правление Звонимира и Елены фактически было совместным.
После смерти короля Звонимира в 1089 году вдова начала деятельность с целью возвести на хорватский трон своего брата Ласло, короля Венгрии. Однако хорватская знать, опасавшаяся утраты самостоятельности, выбрала на трон престарелого Степана II. Его царствование оказалось недолгим. На рубеже 1090 и 1091 годов он умер, не оставив наследников, и с ним прервалась династия Трпимировичей. Хорватия вступила в десятилетие междоусобиц, закончившееся гибелью независимого королевства.
Елена оказалась фактической правительницей страны и возобновила усилия по возведению венгерского короля на хорватский трон, однако скончалась в том же 1091 году. В это же время венгерские войска вторглись в Хорватию и захватили большую её часть. Ласло I назначил королём Хорватии своего племянника Альмоша.